# Heckekaraktär
Inom talteori är en Heckekaraktär en generalisering av Dirichletkaraktärer, introducerad av Erich Hecke för att konstruera en klass av L-funktioner större än Dirichlets L-funktioner.